# 陳柏均
陳柏均（2001年5月7日—），為台灣棒球選手，目前效力於中華職棒中信兄弟，守備位置為投手。其於2022年選秀會中被中信兄弟以第6指名選中，簽約金90萬，另有激勵獎金70萬。
2024年6月21日於天母棒球場對上味全龍的比賽中，
陳柏均於九局下接替投球，後援一局無失分，並投出一次三振，為生涯首場出賽。

## 經歷
- 台南市立人國小少棒隊
- 台南市建興國中青少棒隊
- 桃園市平鎮高中青棒隊
- 台中市國立臺灣體育運動大學棒球隊（富邦公牛）
- 中華職棒中信兄弟隊（2022年－）

## 職棒生涯成績
| 年度 | 球隊     | 出賽 | 先發 | 勝投 | 敗投 | 完投 | 完封 | 救援 | 中繼 | 奪三振 | 四死 | 投球局數 | 責失 | 防禦率 | 被上壘率 |
| ---- | -------- | ---- | ---- | ---- | ---- | ---- | ---- | ---- | ---- | ------ | ---- | -------- | ---- | ------ | -------- |
| 2024 | 中信兄弟 | 7    | 0    | 0    | 0    | 0    | 0    | 0    | 1    | 8      | 7    | 9.0      | 2    | 2.00   | 1.44     |
| 合計 | 1年      | 7    | 0    | 0    | 0    | 0    | 0    | 0    | 1    | 8      | 7    | 9.0      | 2    | 2.00   | 1.44     |

## 外部連結
- 陳柏均在台灣棒球維基館上的頁面（繁體中文）
- 陳柏均在中華職棒官網
- 陳柏均在Baseball-Reference.com（小聯盟以及海外聯盟）（英语）